# 阿部弥太郎商店
有限会社阿部弥太郎商店は山形県酒田市に本社を置く会社。業種は畳材料の卸問屋業、畳工事全般、畳材料を使用した小物雑貨の作成・店舗販売、小物雑貨の卸売業、敷物関係の雑貨小売業などを手掛ける。

## 沿革
- 1886年（明治19年） - 山形県酒田市に初代阿部彌太郎が荒物雑貨店として創業。
- 1918年（大正7年） - 二代目阿部彌太郎が扱い品種に食料品や農業資材を拡充。政府より配給事業の委託を受け酒、塩などの卸売業を始める。
- 1954年（昭和29年） - 法人化。法人名「有限会社阿部彌太郎商店」とする。
- 1958年（昭和33年） - 三代目彌太郎が荒物雑貨店から敷物材料（畳、上敷き、ゴザ、カーペットなど）の仕入れ、販売、卸売業の業態へと変更する。
- 1990年（平成2年） - 四代目彌太郎として阿部信行が代表取締役社長就任。新潟県下越地方へ営業エリア拡大。

## 主要エリア
- 主な販売エリアは下の通り
- 秋田県県南地方 秋田市、大仙市、美郷町、由利本荘市、にかほ市、横手市、羽後町、湯沢市
- 山形県庄内地方 遊佐町、酒田市、三川町、庄内町、鶴岡市
- 新潟県下越地方 新潟市、三条市、新発田市、加茂市、村上市、燕市、五泉市、阿賀野市、佐渡市、胎内市、聖籠町、弥彦村、田上町、阿賀町、関川村
- 一部関東地方